# Quorthon
Quorthon (* 17. Februar 1966; † 3. Juni 2004 in Stockholm; eigentlich Ace Forsberg, geboren als Thomas Forsberg) war ein schwedischer Musiker.

## Biografie
Quorthon gründete 1983 im Alter von 17 Jahren die schwedische Metal-Band Bathory, deren Kopf und Songwriter er war. Als solcher gilt Quorthon als einer der Wegbereiter für den Black Metal und den Viking Metal, seine ersten sechs Alben gelten als Meilensteine. Über den Großteil seiner Alben hatte er keine feste Besetzung.
Quorthon gab selten Interviews, lebte von der Metal-Szene abgeschieden und wollte nicht live auftreten. In der ganzen Bandgeschichte entstand nur ein Video zum Song One Rode to Asa Bay vom Album Hammerheart (1990). Fotografien waren selten. Er galt in der Szene als eher introvertiert, dabei entstand ein Teil der Mystik eigentlich durch Zufall: Bathory hatten vor der Veröffentlichung ihres Debütalbums keine Promofotos aufgenommen, ein Line-up war nicht angegeben, weil zwei Mitglieder der zu dieser Zeit noch festen Band die Gruppe gerade wieder verlassen hatten. Doch mit der Zeit gefiel Quorthon das Mysterium, das er geschaffen hatte. Quorthon wollte später  die von ihm geschaffene Kunstfigur und seine Privatperson strikt getrennt halten, zudem wollte er kein Star sein und fühlte sich nicht als Teil einer Szene. Auch streute er verschiedene Gerüchte über sein Privatleben. So gab er einmal an, er würde mit bürgerlichem Namen „Pugh Rogefeldt“ heißen.
Er gründete 1994 auch das nach ihm benannte Soloprojekt Quorthon, welche sich allerdings stark von Bathory unterschied. Mit dem Projekt spielte er 1994 Album sowie das Doppelalbum Purity of Essence, die beide eher am Alternative Rock beziehungsweise am Grunge der 1990er Jahre orientiert sind und mit Metal nichts zu tun haben. Der Musikstil wurde oft mit Alice in Chains, Soundgarden und Stone Temple Pilots verglichen.
Quorthon verstarb am 3. Juni 2004 im Alter von 38 Jahren in seiner Stockholmer Wohnung. Als Todesursache wurde Herzstillstand auf Grund einer unheilbaren Herzerkrankung festgestellt.

## Privates
Schon vor seinem Tod gab es Gerüchte, dass Quorthon der Sohn des Black-Mark-Production-Inhabers Börje „Boss“ Forsberg ist. Nach seinem Tod bestätigte der ehemalige Bathory-Schlagzeuger und heutige Filmregisseur Jonas Åkerlund das Verwandtschaftsverhältnis und Quorthons Geburtsnamen Thomas Forsberg. Sein Vater Börje und Quorthon hielten ihre Verwandtschaftsbeziehung jahrelang geheim. Sein Vater wollte dies eigentlich selbst später bekannt gegeben, Åkerlund war ihm zuvor gekommen. Thomas Forsberg ist Quorthons Geburtsname, in amtlichen Dokumenten lautete sein Name jedoch Ace Forsberg. Diesen Vornamen hatte er in Anlehnung an KISS-Gitarristen Ace Frehley gewählt, der einer seiner Lieblingsmusiker war. Nach Quorthons Tod wurde außerdem bekannt, dass Jennie Tebler seine Schwester ist. Sie war langjährige Gastsängerin bei Lake of Tears und ist Mitglied der Band Silverwing.

## Diskografie

### Mit Bathory
- siehe Bathory#Diskografie

### Als Quorthon
- Single (Single, 1994)
- Album (1994)
- When Our Day Is Through (EP, 1997)
- Purity of Essence (1997)
- God Save the Queen auf A Black Mark Tribute (1997)
- I’m Only Sleeping auf A Black Mark Tribute Vol. II (1998)

### Mit Jennie Tebler
- Silverwing / Song to Hall up High (Single, 2005; Musik, Texte, alle Instrumente, posthum veröffentlicht)